# Ribnik (Croazia)
Ribnik  è un comune della Croazia di 583 abitanti della regione di Karlovac.